# Soul ’69
Soul '69 – album muzyczny Arethy Franklin z 1969 roku wydany przez Atlantic Records.

## Lista utworów
| 1.  | Ramblin’                             | 3:10  |
|     |                                      |       |
| 2.  | Today I Sing the Blues               | 4:25  |
|     |                                      |       |
| 3.  | River's Invitation                   | 2:40  |
|     |                                      |       |
| 4.  | Pitiful                              | 3:04  |
|     |                                      |       |
| 5.  | Crazy He Calls Me                    | 3:28  |
|     |                                      |       |
| 6.  | Bring It on Home to Me               | 3:45  |
|     |                                      |       |
| 7.  | The Tracks of My Tears               | 2:56  |
|     |                                      |       |
| 8.  | If You Gotta Make a Fool of Somebody | 3:08  |
|     |                                      |       |
| 9.  | Gentle on My Mind                    | 2:28  |
|     |                                      |       |
| 10. | So Long                              | 4:36  |
|     |                                      |       |
| 11. | I'll Never Be Free                   | 4:15  |
|     |                                      |       |
| 12. | Elusive Butterfly                    | 2:45  |
|     |                                      |       |
|     |                                      | 40:40 |
|     |                                      |       |

## Wykonawcy
- Aretha Franklin – fortepian, wokal
- Pepper Adams – saksofon
- Kenny Burrell – gitara
- Bruno Carr – perkusja
- Ron Carter – gitara basowa
- Tommy Cogbill – gitara basowa
- George Dorsey – saksofon
- Bernie Glow – trąbka
- Louie Goicdecha – perkusja
- Manuel Gonzales – perkusja
- Evelyn Greene – chórki
- Roger Hawkins – perkusja
- Wyline Ivy – chórki
- Jerry Jemmott – gitara basowa
- Jack Jennings – perkusja, wibrafon
- Jimmy Johnson – gitara
- King Curtis – saksofon
- Junior Mance – fortepian, keybord
- David Newman – flet, saksofon
- Joe Newman – trąbka
- Spooner Oldham – organy
- Seldon Powell – saksofon
- Ernie Royal – trąbka
- Grady Tate – perkusja
- Frank Wess – saksofon
- Richard Gene Williams – trąbka
- Snooky Young – trąbka
- Joe Zawinul – organy, fortepian elektryczny